# Keep Me Fed
Keep Me Fed je čtvrté studiové album mexické rockové skupiny The Warning vydané 28. června 2024 v nahrávacích společnostech Lava Records a Republic Records.
Album Keep Me Fed se umístilo na 19. příčce žebříčku "The 50 Best Albums of 2024" magazínu Kerrang! a na 11. příčce žebříčku "Top 24 Albums of 2024" magazínu Rock Sound. LP bylo umístěno do žebříčku "TOP ALBUMS 2024" francouzského rockového magazínu Hard Force.
V předstihu před albem vyšlo šest singlů. První singl, „More“, se v žebříčku Mainstream Rock časopisu Billboard umístil na 36. místě, kde se udržel sedm týdnů. Druhý singl, „S!CK“, dosáhl ve stejném žebříčku na osmé místo, kde se udržel 20 týdnů. Tato skladba se objevila na seznamu Best Rock + Metal Songs of 2024 časopisu Loudwire (zatím).

## Seznam skladeb
Všechny skladby napsaly Daniela, Paulina a Alejandra Villarrealovy a Anton Curtis DeLost, spolu s dalšími níže uvedenými skladateli. Všechny skladby produkoval DeLost, spolu s dalšími níže uvedenými producenty.
| Pořadí         | Název                 | Hudba                                          | Producent      | Délka |
| -------------- | --------------------- | ---------------------------------------------- | -------------- | ----- |
| 1.             | Six Feet Deep         | Dan Lancaster                                  | Lancaster      | 2:59  |
| 2.             | S!CK                  |                                                |                | 3:12  |
| 3.             | Apologize             |                                                |                | 3:41  |
| 4.             | Qué Más Quieres       | Monica Velez • Shaun Lopez • Kathryn Ostenberg |                | 3:04  |
| 5.             | MORE                  | Danielle Nicole Rubio                          |                | 3:07  |
| 6.             | Escapism              | Kevin Hissink                                  | Boonn          | 3:36  |
| 7.             | Satisfied             | Kat Leon • Nick Perez                          |                | 3:09  |
| 8.             | Burnout               | Sam Hollander                                  |                | 3:24  |
| 9.             | Sharks                | Mike Elizondo • Sara Davis                     |                | 3:08  |
| 10.            | Hell You Call a Dream | Lancaster • Matt Squire • Curtis James Peoples | Lancaster      | 2:56  |
| 11.            | Consume               | Elizondo • Laura Veltz                         |                | 3:07  |
| 12.            | Automatic Sun         | Lancaster                                      | Lancaster      | 3:10  |
| Celková délka: | Celková délka:        | Celková délka:                                 | Celková délka: | 38:33 |

## Sestava
The Warning
- Daniela Villarreal – zpěv, kytara
- Paulina Villarreal – bicí, doprovodné vokály, společný zpěv (skladby 9 a 11)
- Alejandra Villarreal – baskytara, doprovodné vokály (skladba 10)

Další personál
- Anton DeLost – producent, míchání, inženýring, kytara, klávesy, perkuse
- Dan Lancaster – koproducent (skladby č. 1, 10 a 12), doprovodné vokály (skladby č. 1 a 12)
- Kevin „Boonn“ Hissink – dodatečný producent a kytara (skladba č. 6)
- Diego Mejía – asistent technika záznamu
- Ted Jensen – mastering

Grafika
- The Warning – umělecká režie
- Paulina Villarreal – kreativní režie, umělecká režie
- Rudy Joffroy – umělecká režie
- Marco Reynosa – fotografie, umělecká režie
- Gemma Valdes Joffroy – design
- Gerardo Parra – makeup

## Obal alba
Význam vyobrazení na obalu alba vysvětluje Paulina Villareal:
| „ | Hlavní obraz na obalu alba znázorňuje scénu naplněnou nadbytkem a my zde stvárňujeme protagonistky tohoto nadbytku. Na stole je zde všeho příliš mnoho a velmi slušně vyhlížející lidé konzumují mnohem více než skutečně potřebují k životu. A proto jsme se dostaly nahoru a snažíme se tyto orgie zastavit - nebo alespoň zpomalit. Nakonec se toho však bohužel stáváme také součástí. Také jsme na tom stole. Tato scéna představuje, jak dennodenně žijeme a s čím se snažíme naším malým způsobem bojovat. | “ |

## Žebříčky
| Žebříček (2024)                          | Nejlepší umístění |
| ---------------------------------------- | ----------------- |
| Rakouská alba (Ö3 Austria)               | 39                |
| Belgická alba (Ultratop Flanders)        | 122               |
| Belgická alba (Ultratop Wallonia)        | 192               |
| French Rock & Metal Albums (SNEP)        | 23                |
| Německá alba (Offizielle Top 100)        | 19                |
| Španělská alba (PROMUSICAE)              | 79                |
| Švédská fyzická alba (Sverigetopplistan) | 15                |
| Švýcarská alba (Schweizer Hitparade)     | 14                |
| Britská rocková a metalová alba (OCC)    | 1                 |
| US Billboard 200                         | 59                |